# Леденцово
Леденцово — деревня в Унинском муниципальном округе Кировской области России.

## География
Деревня находится в юго-восточной части Кировской области, в зоне хвойно-широколиственных лесов, на расстоянии приблизительно 20 километров (по прямой) к юго-востоку от посёлка городского типа Уни, административного центра района. Абсолютная высота — 197 метров над уровнем моря.
Климат
Климат характеризуется как умеренно континентальный, с умеренно холодной снежной зимой и тёплым летом. Среднегодовая температура — 1,5 °C. Средняя температура воздуха самого холодного месяца (января) составляет −14,7 °C (абсолютный минимум — −45 °С); самого тёплого месяца (июля) — 18,1 °C (абсолютный максимум — 37 °С). Годовое количество атмосферных осадков — 533 мм.

## Население
| 2010 |
| ---- |
| 0    |